# Сіс (Азербайджан)
Сіс (азерб. Sis) — село в Шамахинському районі (азерб. Şamaxı rayon) Азербайджану з населенням 346 осіб.